# Fermo immagine
Fermo immagine è un singolo della cantante italiana Chiara, pubblicato il 24 marzo 2017 come secondo estratto dal terzo album in studio Nessun posto è casa mia.

## Descrizione
Brano dalle sonorità completamente diverse rispetto al singolo presentato al Festival di Sanremo 2017, scritto da Stefano Marletta ed Edwyn Roberts. La cantante ha inoltre aggiunto:

## Tracce
Testi e musiche di Stefano Marletta e Edwyn Roberts.
1. Fermo imamgine – 3:28

## Video musicale
Il video, diretto da Tiziano Russo, è stato reso disponibile da Vevo sul canale YouTube della cantante il 29 marzo 2017.